# Doljani (Donji Lapac)
Doljani is een plaats in de gemeente Donji Lapac in de Kroatische provincie Lika-Senj. De plaats telt 95 inwoners (2001).